# Sarah Churchwell
Sarah Bartlett Churchwell (ur. 27 maja 1970) jest profesorem literatury amerykańskiej i publicznego rozumienia nauk humanistycznych w School of Advanced Study na Uniwersytecie Londyńskim. Zajmuje się literaturą amerykańską XX i XXI wieku oraz historią kultury, zwłaszcza lat dwudziestych i trzydziestych minionego stulecia. Występowała w brytyjskiej telewizji i radiu oraz była jurorką Nagrody Bookera, Nagrody Bailliego Gifforda, Women’s Prize for Fiction oraz Nagrody literackiej im. Davida Cohena. Jest dyrektorką festiwalu Being Human oraz autorką książek popularnonaukowych. Kilkakrotnie nominowana do Nagrody Orwella w kategorii dziennikarstwa.

## Życiorys

### Wczesne lata
Dorastała w Winnetka, niedaleko Chicago. Tytuł licencjata uzyskała na Vassar College (literatura angielska). Magisterium oraz doktorat z literatury angielskiej i amerykańskiej obroniła na Uniwersytecie Princeton.

### Działalność naukowa
Churchwell wykładała na Uniwersytecie Wschodniej Anglii w latach 1999-2015, kiedy to została profesorem w School of Advanced Study Uniwersytetu Londyńskiego.
Pisała artykuły dla The New York Review of Books, The New York Times Book Review, The Times Literary Supplement, The Spectator, New Statesman, The Guardian, a także The Observer, Financial Times, Prospect, The Times, The Sunday Times, The Daily Telegraph, The Independent, Independent on Sunday. Tytuły obcojęzyczne i międzynarodowe to na przykład Süddeutsche Zeitung, Blätter, Times of India, The Hindu Times.
Opublikowała książki o Marliyn Monroe, F. S. Fitzgeraldzie oraz traktujące o kulturze amerykańskiej.
Pojawiła się w programach telewizyjnych BBC – Newsnight, Question Time, The Review Show, The Sharp End z prowadzącym Clivem Andersonem, Politics Live, Sunday Morning Live, This Week, BBC Breakfast, The Cinema Show, Sunday Program; NBC, np. Today Show; Sky News (na antenie Sky News)  czy This Morning (ITV). Brała udział w wielu produkcjach dokumentalnych, w tym BBC, między innymi: Novels that Shaped Our World (2019), Ikony XX wieku (2019; odcinek z udziałem Kathleen Turner), Unfinished Masterpieces (2014), w odcinku Arena poświęconemu T.S. Eliot, The Rules of Film Noir, Great Poets: In Their Own Words, tytułach C-SPAN czy filmie pełnometrażowym Z pamiętnika Marilyn Monroe (Love, Marilyn; reż. Liz Garbus, 2012).
Wzięła także udział w audycjach radiowych: Today Program, Front Row, Any Questions, Woman's Hour, The Jeremy Vine show, BBC World Service, Radio Five Live, The Verb, Free Word, BBC Radio 3 (Free Thinking, Essays), BBC Radio 4 (In Our Time, Great Lives) i wielu innych. Jest autorką i narratorem audycji dokumentalnych w Radio 4 na temat Henry'ego Jamesa, amerykańskiego snu i zasady „America First”, a także  The Great Gatsby i When Harry Met Sally. Dla Radio 3 stworzyła eseje o Screen Goddesses (2017) i Screen Gods (2019).
Churchwell jurorowała przyznanie nagród: Man Booker Prize (2014), Baillie Gifford Prize (2017), Sunday Times Short Story Prize (2019).
W 2015 roku, w ramach wygranego konkursu, zbierała materiały do dalszych publikacji w Eccles Centre for American Studies.

## Publikacje[9][10]
- The Many Lives of Marilyn Monroe, Picador, 2005 (ISBN 0-312-42565-1);
- Careless People: Murder, Mayhem and the Invention of The Great Gatsby, Little, Brown Book Group Ltd, 2013 ISBN 1-84408-767-0();
- Behold America: A History of America First and the American Dream. Bloomsbury, 2018 (ISBN 978-1-4088-9480-4);
- The Wrath to Come: Gone with the Wind and the Lies America Tells, Apollo Publishing International, 2022 (ISBN 978-1-7895-4298-1).

### Prace zbiorowe, przedmowy
- Forgotten Fitzgerald: Echoes of a Lost America. (Virago, Londyn, październik 2014) – ISBN 978-0-349-14026-1
- Must Read: Rediscovering American Bestsellers, wspólnie z dr Thomasem Ruysem Smithem (Bloomsbury Academic, Nowy Jork 2012) – ISBN 978-1-4411-6216-8
- Przedmowa – L. Frank Baum Czarnoksiężnik z krainy Oz (Pan Macmillan, Londyn 2018)
- Przedmowa – Henry James The Ambassadors (Everyman, Londyn 2016)
- Przedmowa – Iris Murdoch The Sea, The Sea and A Severed Head (Everyman, Londyn, luty 2016) – ISBN 978-1-84159-370-8
- Przedmowa – Julian Barnes Flaubert's Parrot and A History of the World in 10 ½ Chapters (Everyman, Londyn 2012) – ISBN 978-1-84159-348-7
- Przedmowa – James Fenimore Cooper The Last of the Mohicans (Folio Society, Londyn 2011)
- Przedmowa – Pale Horse, Pale Rider: The Selected Stories of Katherine Anne Porter (Penguin Books, Londyn 2011) – ISBN 978-0-14-119531-5
- Przedmowa – Flappers and Philosophers: The Collected Stories of F. Scott Fitzgerald. (Penguin Books, Londyn 2010) – ISBN 978-0-14-119250-5